# ليزلي هاردي
ليزلي هاردي (بالإنجليزية: Leslie Hardy)‏ هي عازفة غيتار بيس وموسيقية أمريكية، ولدت في 6 أغسطس 1970.

## وصلات خارجية
- ليزلي هاردي على موقع IMDb (الإنجليزية)
- ليزلي هاردي على موقع ألو سيني (الفرنسية)
- ليزلي هاردي على موقع ميوزك برينز (الإنجليزية)
- ليزلي هاردي على موقع أول موفي (الإنجليزية)
- ليزلي هاردي على موقع أول ميوزيك (الإنجليزية)
- ليزلي هاردي على موقع ديسكوغز (الإنجليزية)
- ليزلي هاردي على موقع قاعدة بيانات الفيلم (الإنجليزية)
- ليزلي هاردي على موقع كينوبويسك (الروسية)